# Arsure-Arsurette
Pour les articles homonymes, voir Arsure.
Arsure-Arsurette est une commune française située dans le département du Jura, la région culturelle et historique de Franche-Comté et la région administrative Bourgogne-Franche-Comté.
Elle fait partie de la communauté de communes Champagnole Nozeroy Jura.

## Géographie

### Climat
Pour des articles plus généraux, voir Climat de la Bourgogne-Franche-Comté et Climat du département du Jura.
En 2010, le climat de la commune est de type climat de montagne, selon une étude du Centre national de la recherche scientifique s'appuyant sur une série de données couvrant la période 1971-2000. En 2020, Météo-France publie une typologie des climats de la France métropolitaine dans laquelle la commune est exposée à un climat de montagne ou de marges de montagne et est dans la région climatique Jura, caractérisée par une forte pluviométrie en toutes saisons (1 000 à 1 500 mm/an), des hivers rigoureux et un ensoleillement médiocre.
Pour la période 1971-2000, la température annuelle moyenne est de 7 °C, avec une amplitude thermique annuelle de 16,1 °C. Le cumul annuel moyen de précipitations est de 1 719 mm, avec 13,4 jours de précipitations en janvier et 10,7 jours en juillet. Pour la période 1991-2020, la température moyenne annuelle observée sur la station météorologique de Météo-France la plus proche, « Cerniébaud », sur la commune de Cerniébaud à 2 km à vol d'oiseau, est de 7,9 °C et le cumul annuel moyen de précipitations est de 1 786,6 mm. 
La température maximale relevée sur cette station est de 35 °C, atteinte le 25 juillet 2019 ; la température minimale est de −26,5 °C, atteinte le 12 janvier 1987,,.
Les paramètres climatiques de la commune ont été estimés pour le milieu du siècle (2041-2070) selon différents scénarios d'émission de gaz à effet de serre à partir des nouvelles projections climatiques de référence DRIAS-2020. Ils sont consultables sur un site dédié publié par Météo-France en novembre 2022.

## Urbanisme

### Typologie
Au 1er janvier 2024, Arsure-Arsurette est catégorisée commune rurale à habitat dispersé, selon la nouvelle grille communale de densité à sept niveaux définie par l'Insee en 2022.
Elle est située hors unité urbaine et hors attraction des villes,.

### Occupation des sols
L'occupation des sols de la commune, telle qu'elle ressort de la base de données européenne d’occupation biophysique des sols Corine Land Cover (CLC), est marquée par l'importance des forêts et milieux semi-naturels (50,2 % en 2018), une proportion identique à celle de 1990 (50,2 %). La répartition détaillée en 2018 est la suivante : 
forêts (47,2 %), prairies (41,8 %), zones humides intérieures (6 %), milieux à végétation arbustive et/ou herbacée (2,9 %), zones urbanisées (2 %). L'évolution de l’occupation des sols de la commune et de ses infrastructures peut être observée sur les différentes représentations cartographiques du territoire : la carte de Cassini (XVIIIe siècle), la carte d'état-major (1820-1866) et les cartes ou photos aériennes de l'IGN pour la période actuelle (1950 à aujourd'hui).

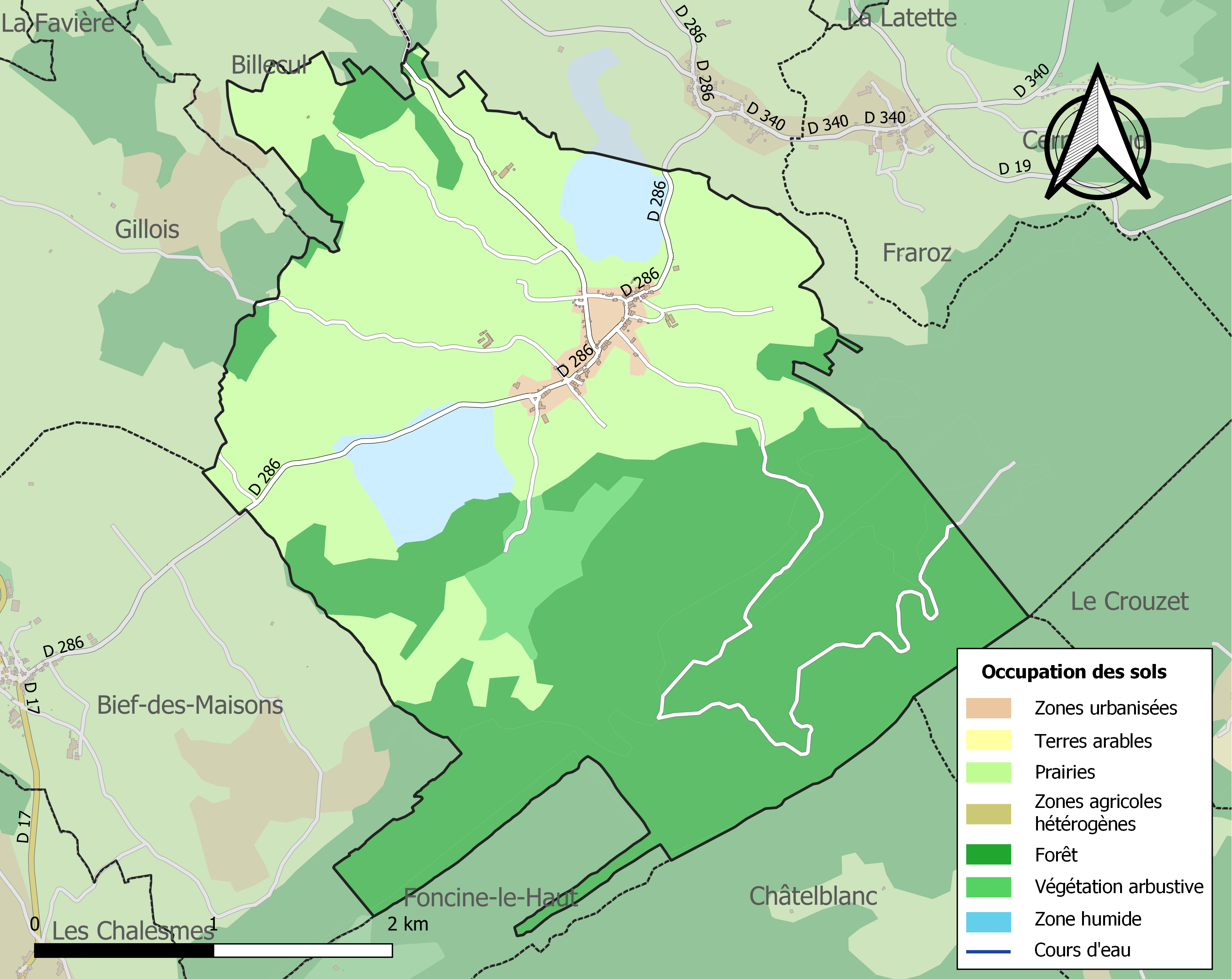
Carte des infrastructures et de l'occupation des sols de la commune en 2018 (CLC).

## Toponymie
Arsure: Nom médiéval, caractéristique des défrichements qui ont eu lieu à cette époque dans cette région. Il s'agit d'un site autrefois défriché par le feu, comme l'indique son nom, issu du latin ardere (« brûler »), via un mot franco-provençal arsoeura (« terre défrichée par le feu »).
Arsurette est tout simplement un diminutif d'Arsure, à comprendre « Petite Arsure ».

## Histoire
Arsure et Arsurette fusionnent en 1816.

## Politique et administration
| Période   | Période  | Identité          | Étiquette | Qualité      |
| --------- | -------- | ----------------- | --------- | ------------ |
| mars 2001 | 2008     | Jean-Marie Burlet |           |              |
| mars 2008 | En cours | Catherine Rousset | DVD       | Agricultrice |

## Démographie
L'évolution du nombre d'habitants est connue à travers les recensements de la population effectués dans la commune depuis 1793. Pour les communes de moins de 10 000 habitants, une enquête de recensement portant sur toute la population est réalisée tous les cinq ans, les populations de référence des années intermédiaires étant quant à elles estimées par interpolation ou extrapolation. Pour la commune, le premier recensement exhaustif entrant dans le cadre du nouveau dispositif a été réalisé en 2005.

En 2022, la commune comptait 100 habitants, en stagnation par rapport à 2016 (Jura : −0,81 %, France hors Mayotte : +2,11 %).
| 1793 | 1800 | 1806 | 1821 | 1831 | 1836 | 1841 | 1846 | 1851 |
| ---- | ---- | ---- | ---- | ---- | ---- | ---- | ---- | ---- |
| 215  | 224  | 242  | 498  | 481  | 500  | 561  | 553  | 466  |

| 1856 | 1861 | 1866 | 1872 | 1876 | 1881 | 1886 | 1891 | 1896 |
| ---- | ---- | ---- | ---- | ---- | ---- | ---- | ---- | ---- |
| 436  | 434  | 411  | 402  | 384  | 391  | 370  | 340  | 325  |

| 1901 | 1906 | 1911 | 1921 | 1926 | 1931 | 1936 | 1946 | 1954 |
| ---- | ---- | ---- | ---- | ---- | ---- | ---- | ---- | ---- |
| 299  | 288  | 301  | 242  | 229  | 231  | 217  | 213  | 198  |

| 1962 | 1968 | 1975 | 1982 | 1990 | 1999 | 2005 | 2006 | 2010 |
| ---- | ---- | ---- | ---- | ---- | ---- | ---- | ---- | ---- |
| 169  | 148  | 127  | 110  | 99   | 87   | 90   | 91   | 92   |

| 2015 | 2020 | 2022 | - | - | - | - | - | - |
| ---- | ---- | ---- | - | - | - | - | - | - |
| 99   | 100  | 100  | - | - | - | - | - | - |

## Culture locale et patrimoine

### Lieux et monuments
- Église Saint-Laurent : cet édifice se situe dans le diocèse de Saint-Claude, au sein de la paroisse no 67. Le curé est M. l'abbé Laurent Bongain.

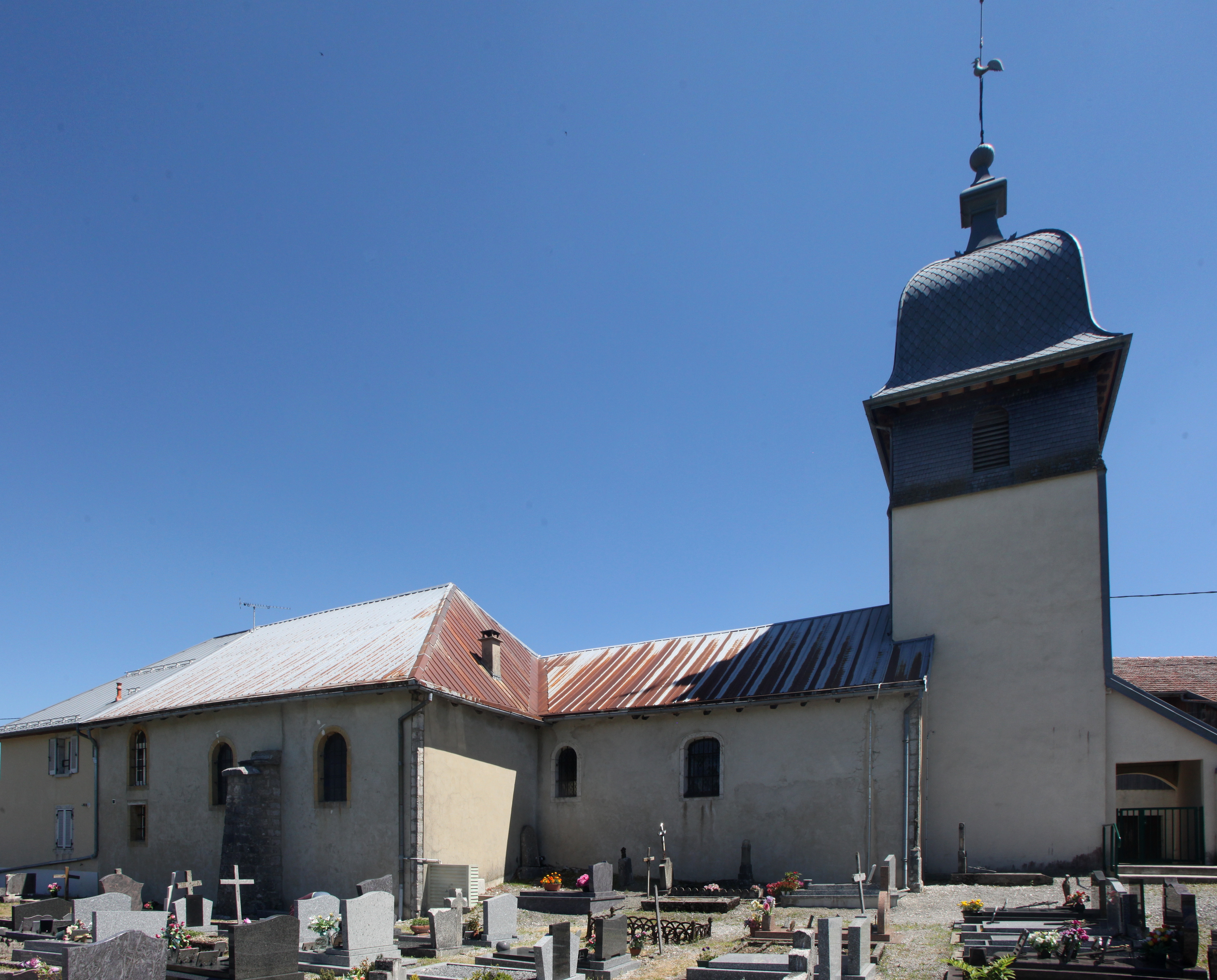
Église.
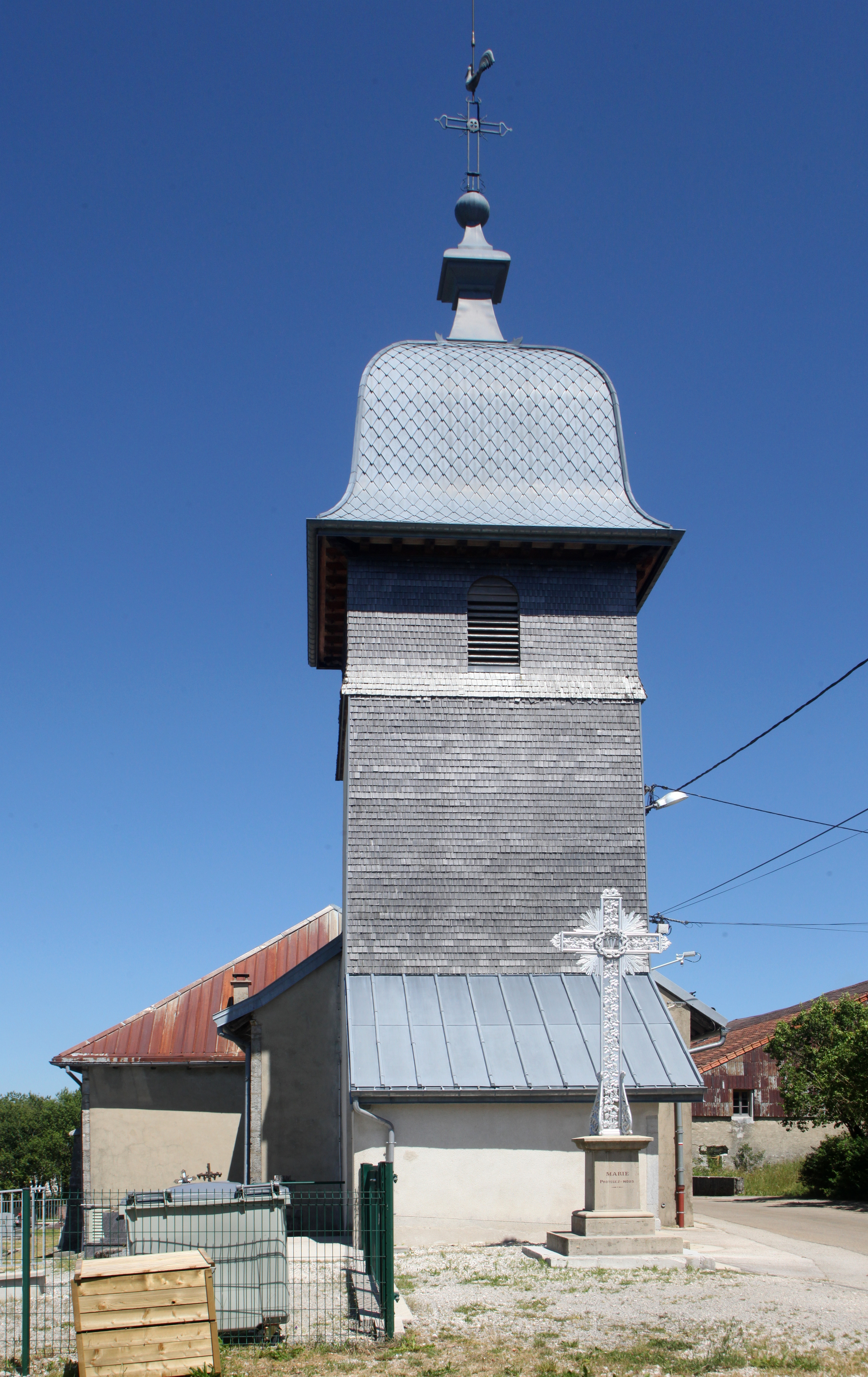
Église.
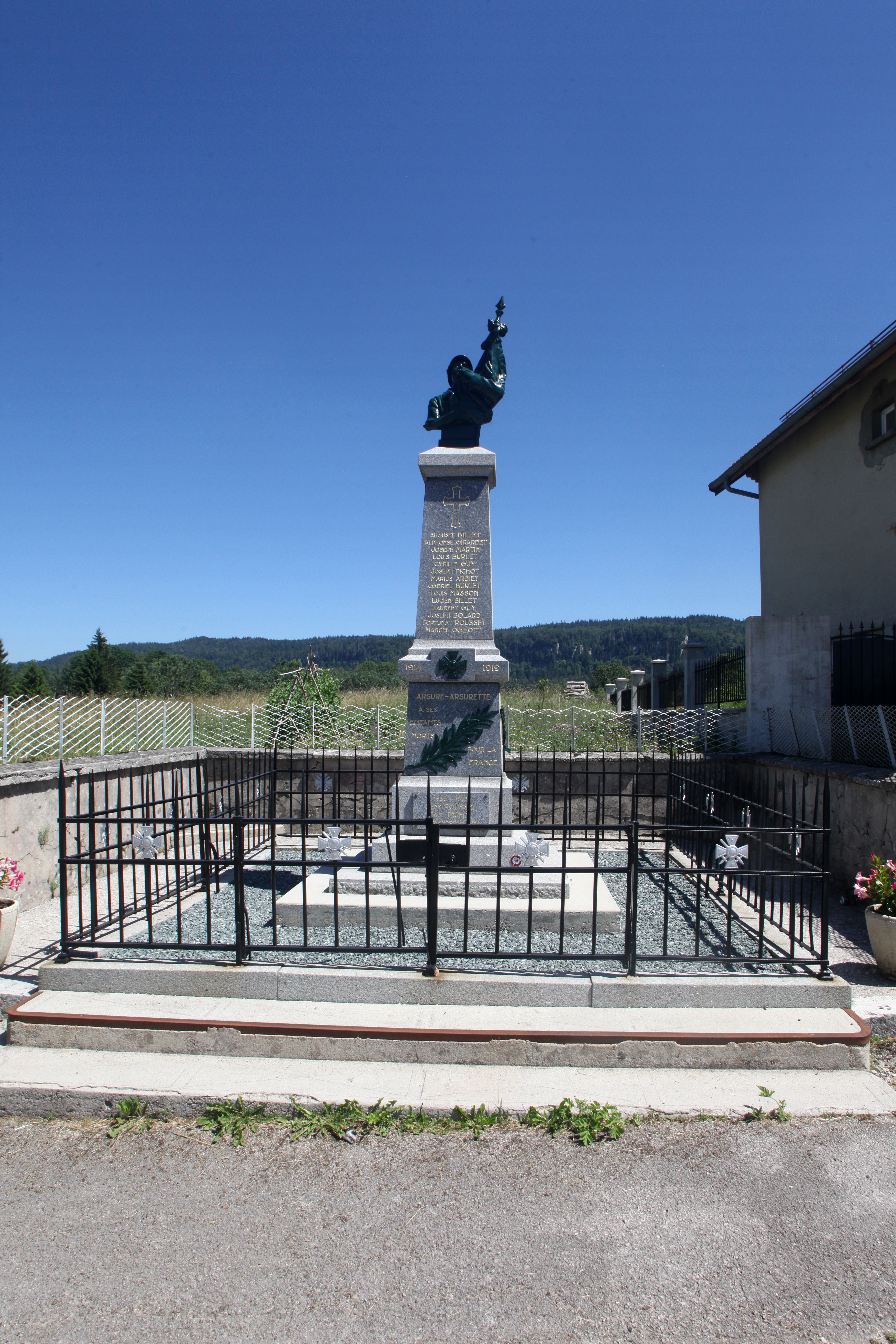
Monument aux morts.
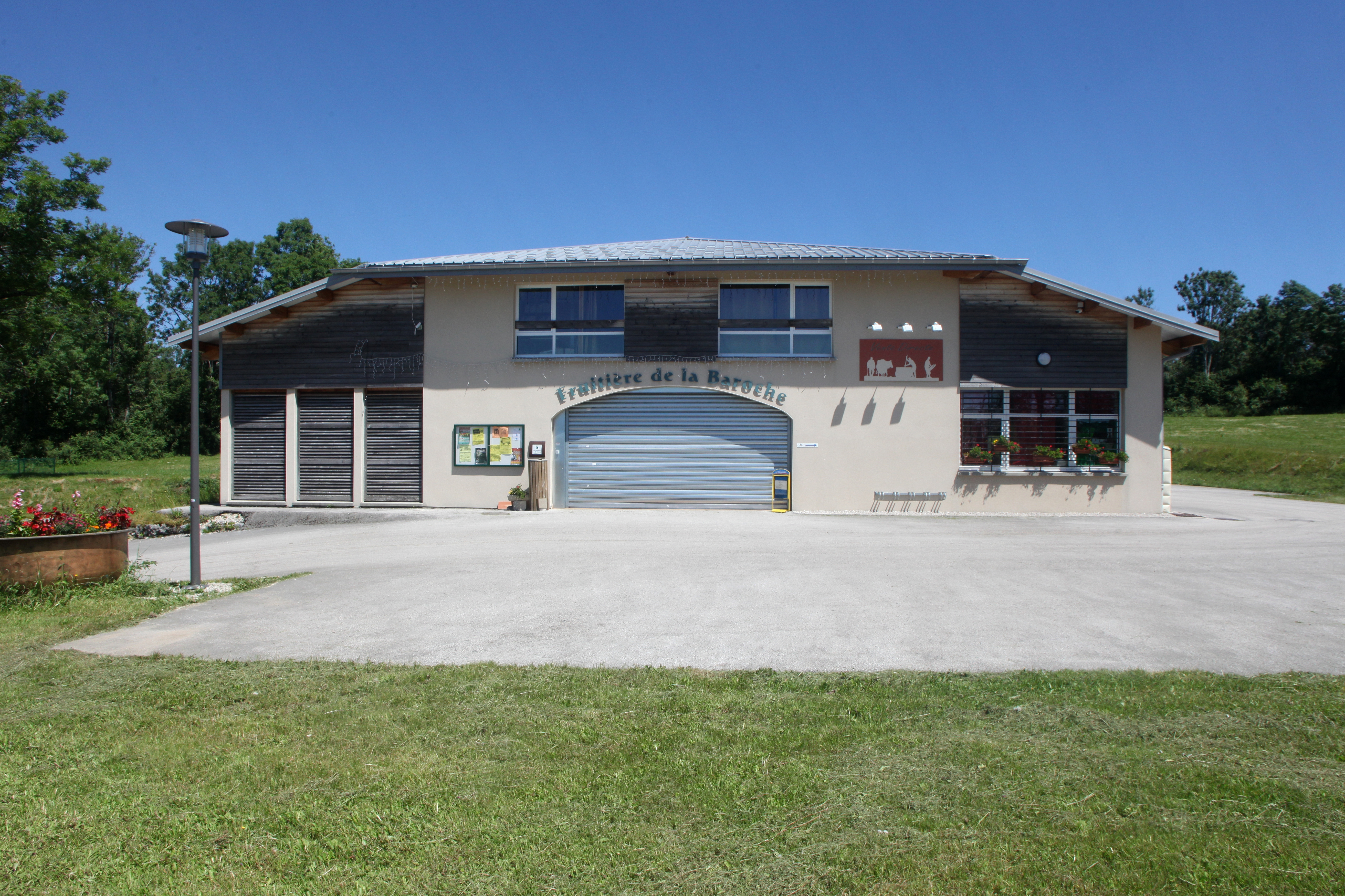
Fruitière de la Baroche.
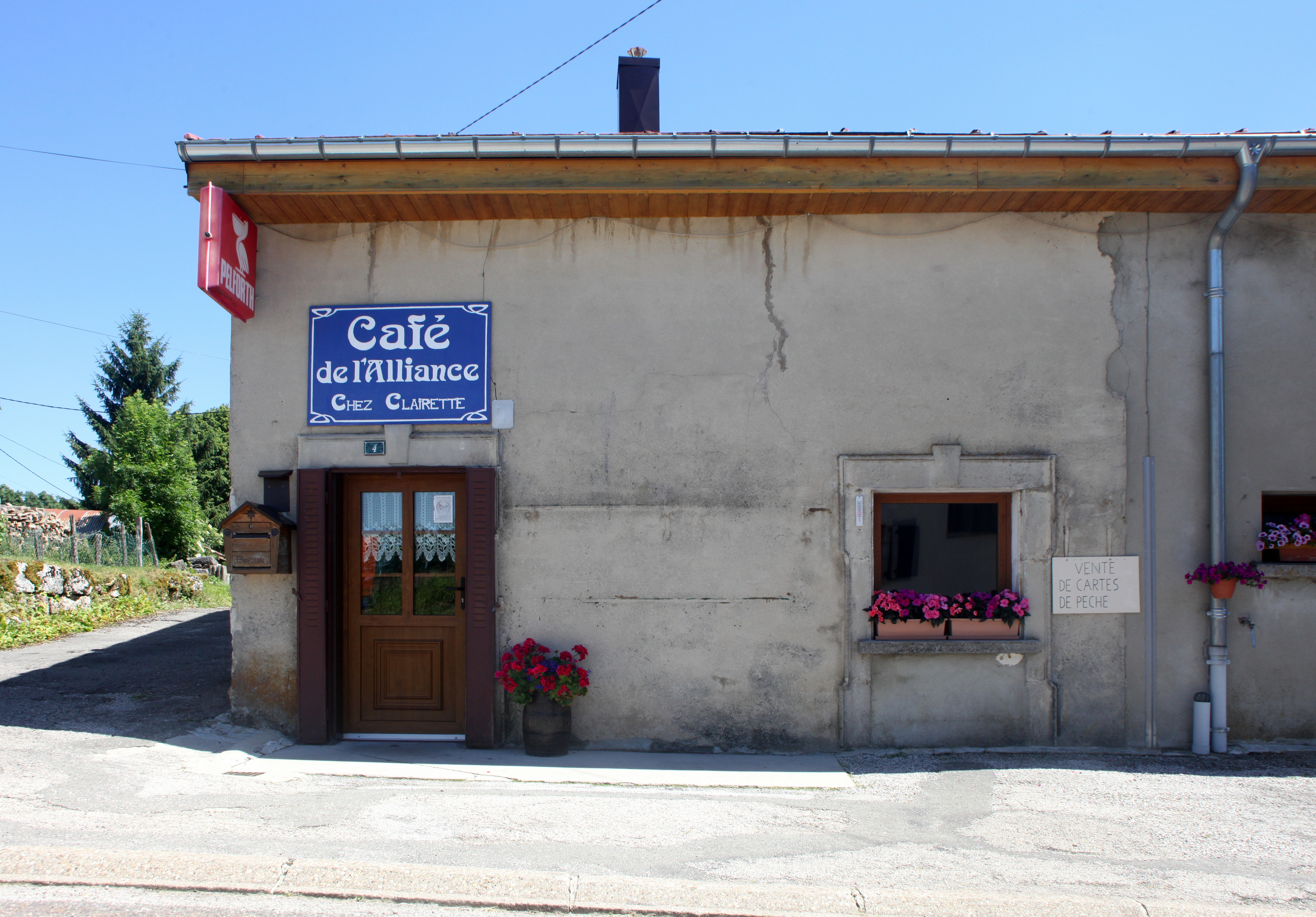
Café de l'Alliance.
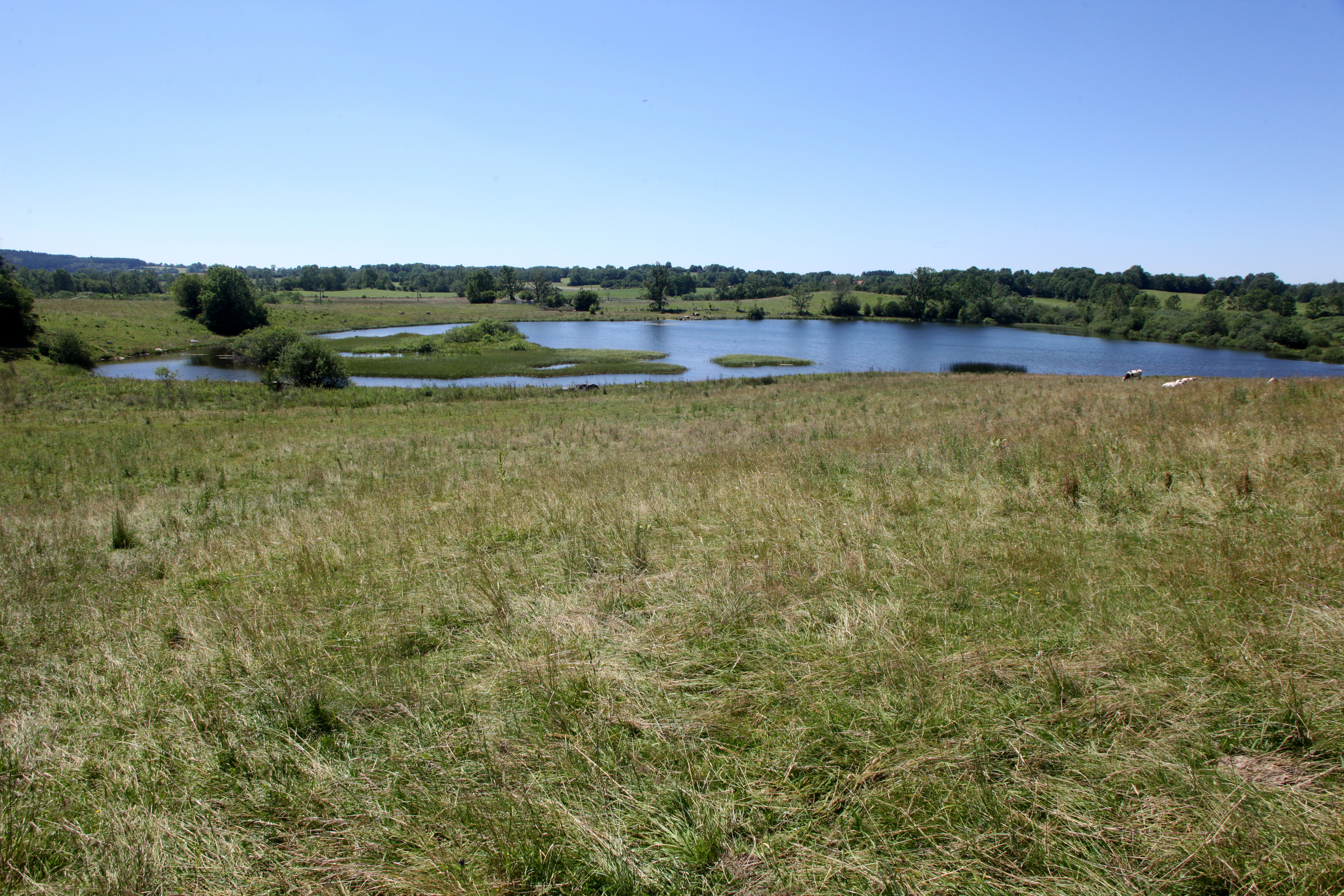
Étangs.